# Dagmar Kaiser

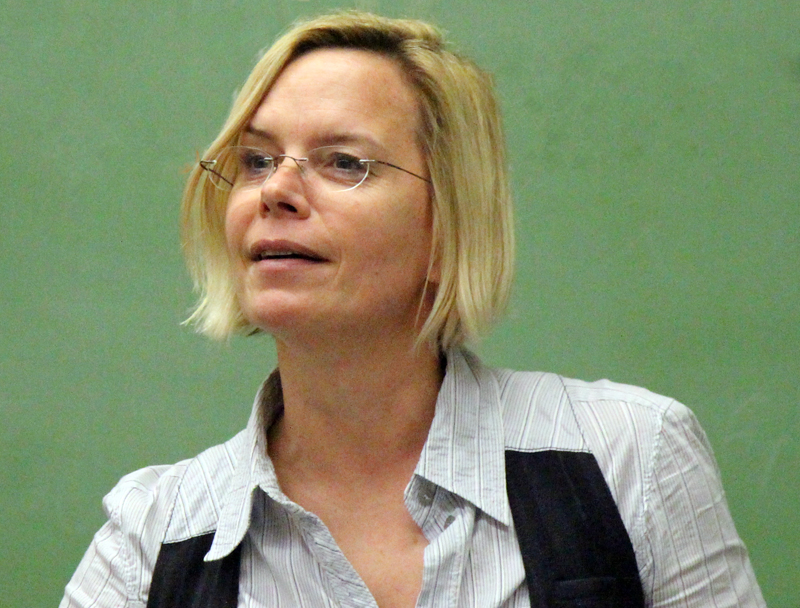
Dagmar Kaiser (2013)

Dagmar Kaiser (* 22. Mai 1962 in Dortmund; † 22. Juli 2021) war eine deutsche Rechtswissenschaftlerin. Ab 2001 hatte sie einen Lehrstuhl für Bürgerliches Recht, Arbeitsrecht und Handelsrecht an der Johannes Gutenberg-Universität in Mainz inne.

## Leben
Aufgewachsen bei Hamburg, studierte Dagmar Kaiser ab 1982 Rechts- und Politikwissenschaft in Freiburg und München. Seit 1988 war sie Wissenschaftliche Mitarbeiterin bei Manfred Löwisch am Lehrstuhl für Wirtschafts-, Arbeits- und Sozialversicherungsrecht der Universität Freiburg und promovierte dort 1993 mit dem Thema „Erziehungs- und Elternurlaub in Verbundsystemen kleiner und mittlerer Unternehmen“. Ebenfalls in Freiburg habilitierte sie sich im November 1998 über „Die Rückabwicklung gegenseitiger Verträge wegen Nicht- und Schlechterfüllung nach BGB“.
Die Berufung auf einen Lehrstuhl an der Johannes Gutenberg-Universität in Mainz erfolgte 2001. Ihre Forschungsschwerpunkte lagen im Bürgerlichen Recht (Leistungsstörungsrecht, Rückabwicklungsverhältnisse), im Arbeitsrecht (Betriebs- und Personalvertretungsrecht, Kündigungsschutzrecht, Medienarbeitsrecht) und im Familienrecht (Kindschaftsrecht, Unterhaltsrecht).
Dagmar Kaiser war verheiratet mit dem Münchner Hochschulprofessor Volker Rieble. Sie starb Ende Juli 2021 im Alter von 59 Jahren.

## Veröffentlichungen

### Monografien
- Dagmar Kaiser: Erziehungs- und Elternurlaub in Verbundsystemen kleiner und mittlerer Unternehmen (Dissertation). Verlag Recht und Wirtschaft, 1993, ISBN 3-8005-3009-0.
- Dagmar Kaiser: Sprecherausschüsse für leitende Angestellte. Organisation, Aufgaben und Mitwirkungsrecht. Verlag Recht Und Wirtschaft GmbH, 1998, ISBN 3-8005-3016-3.
- Dagmar Kaiser: Die Rückabwicklung gegenseitiger Verträge wegen Nicht- und Schlechterfüllung nach BGB (Habilitation). Verlag Mohr Siebeck, Tübingen 2000, ISBN 3-16-147387-6.
- Harm P. Westermann, Dagmar Kaiser: Das Schuldrecht 2002. Systematische Darstellung der Schuldrechtsreform. Boorberg Verlag, 2002, ISBN 3-415-02923-9.

### Kommentierungen
- §§ 1603 und 1610 BGB  in Julius Staudinger. Neubearbeitung 2000, ISBN 3-8059-0945-4.
- Dagmar Kaiser, Klaus Schnitzler, Peter Friederici: Anwaltkommentar BGB. Familienrecht. Deutscher Anwaltverlag, 2004, ISBN 3-8240-0605-7.
- Dagmar Kaiser, Manfred Löwisch: BB Kommentar Betriebsverfassungsgesetz. Verlag Recht und Wirtschaft, Berlin 2006, ISBN 3-8005-3067-8.